# In der Strafkolonie
In der Strafkolonie (bra: Na Colônia Penal; prt: A Colónia Penal)[carece de fontes?] é um conto de  Franz Kafka escrito em 1914 e publicado em 1919.

## Sinopse
O livro faz uma análise crítica sobre o instituto da pena, analisando os seus limites, a impropriedade das penas baseadas em castigos corporais e ilustra com clareza e precisão a barbárie que constituíam as técnicas medievais na aplicação desses castigos punitivos.
Narra a história de um explorador que, durante visita a uma colônia francesa, presencia o sistema empregado na execução de um soldado acusado de insubordinação. O sistema que o condenou está baseado numa doutrina jurídica arbitrária, em que o acusado não tem direito à defesa. Quem administra essa "justiça maquinal" é um instrumento de tortura que escreve lentamente sobre a pele, no corpo do condenado, com agulhas de ferro, presas à uma estrutura de vidro, a sentença do crime que, muitas vezes, ele mesmo não sabe que cometeu.
Na colônia penal é também uma crítica à exaltação das máquinas e dos mecanismos usados com intuitos cruéis. O Oficial, personagem do livro, que é a favor do uso da Máquina de tortura para executar sentenças, fala desta como se tratasse de um "deus". Ele a adora como tal.
Todo o livro gira em torno desta máquina. Observamos o descaso do oficial para com o Condenado - que, como já foi dito, não sabe o porquê de estar ali, nem sabe que foi acusado - e vemos o cuidado e a perícia com o aparelho de tortura usado para torturar e matar.
Quando o condenado estava para receber o suplício, porém, o explorador diz ao oficial o que pensa dos seus métodos de execução - fala que o método não o convenceu, e se dispôs a oficial:
"Não apresentava sinal algum da redenção prometida. O que outros teriam encontrado na máquina acabara por lhe ser negado. Os lábios se achavam apertados com firmeza, os olhos abertos, com a mesma expressão que tinham quando vivos, o olhar seguro de si, convencido. A testa se achava perfurada pela grande agulha de ferro" (Kafka, 1969:100). João Correia (Ovar).